# Enrique González
Enrique González Casín (ur. 16 maja 1990 w Valladolid) – hiszpański piłkarz występujący na pozycji napastnika w SD Eibar.